# Latham (Tanzània)
Latham, coneguda localment com a Fungu Kizimkazi (en suahili: Kisiwa cha Fungu Kizimkazi) és una illa isolada que es troba 43 km a l'est del districte de Kigamboni, a la regió de Dar es Salaam de Tanzània. L'illa, considerada geogràficament una part de l'arxipèlag de Zanzíbar de Tanzània, va estar políticament sota el domini del sultanat de Zanzíbar entre 1898 i 1963. Actualment és administrada per la República Unida de Tanzània.

## Geografia
És una petita illa de coral, de forma oblonga, amb el seu eix llarg orientat al nord i al sud, d'uns 300 metres de llarg per 300 metres d'amplada i una superfície de 3 hectàrees. L'illa està envoltada per un escull marginal i és oceànica, ja que es troba fora de la plataforma continental i està envoltada d'aigües profundes.
Bona part de l'illa està recoberta per una important capa de guano.

### Ecologia
L'illa és una important base de nidificació de diferents espècies d'ocells, com ara el mascarell emmascarat, el xatrac reial becgroc, el xatrac fosc i el nodi gros, i ha estat designada Àrees importants per a la conservació de les aus per la BirdLife International. També és una illa important per a la nidificació de tortugues.
S'han detectat una gran quantitat de rates a l'illa, especialment al sud i l'est, on s'amagaven entre les roques de la costa. Atès que les rates tenen més probabilitats de depredar els ous i les cries de les aus marines nidificants, la seva prolongada existència a l'illa ha de ser una amenaça per a elles. Es desconeix com s'alimenten les rates quan no hi ha ocells a l'illa, atès que gairebé no hi ha flora i no hi ha aigua dolça.

## Història
L'illa també rep altres noms en suahili, destacant el de Fungu la Mbarak per un àrab a qui suposadament se li va concedir permís per recollir-hi runa sota el regnat de Seyid Barghash. Es creu que va aparèixer en un mapa portuguès de la primera meitat del segle xvi, però el nom indi de Latham li va ser donat el 1758, quan es va redescobrir l'illa.
El guano era abundant a l'illa el 1845, moment en què el sultà va concedir permís als britànics per a la seva extracció, però discrepàncies entre uns i altres van aturar el projecte. Aquest guano va ser examinat per l'Imperial Institute de cara a un aprofitament posterior. Tanmateix, es va descobrir que tenia més fosfat i menys nitrogen que el guano peruà habitual. El guano de Latham es podria utilitzar com a adob, però primer caldria combinar-lo amb altres minerals que tinguessin nivells més alts de potassa i nitrogen.